# Barre au sol
 (octobre 2013).
Si vous disposez d'ouvrages ou d'articles de référence ou si vous connaissez des sites web de qualité traitant du thème abordé ici, merci de compléter l'article en donnant les références utiles à sa vérifiabilité et en les liant à la section « Notes et références ».
La barre au sol aussi nommée barre à terre s'inspire de la suite d'exercices d’échauffements du cours de danse classique, effectués « à la barre », c'est-à-dire avec la main posée sur une barre horizontale. En barre au sol, la structure des exercices est reprise, mais ils sont effectués allongés sur le sol. Cette discipline développe la tonicité musculaire et la souplesse.

## Ses origines
La barre au sol est une méthode initiée par Boris Kniaseff , maître de ballet et pédagogue français d'origine russe. Dans l'interdiction de fixer des barres aux murs classés de son académie de danse classique fondée en 1937 à Genève, celui-ci décida  de transposer la série d'exercices d'échauffement de son cours classique au sol. Ce concours de circonstance et l'ingéniosité de ce professeur exceptionnel ont permis de créer une discipline enseignée aujourd'hui dans toutes les écoles de danse et au-delà. Pré-échauffement, pliés, dégagés, battements et port de bras se font sur le dos, le ventre, assis. Le corps, ainsi libéré de la contrainte de la pesanteur, se structure et s'organise en dehors de désordres posturaux éventuels.

## Les techniques
La réalisation des exercices au sol offre un bon soutien et permet d'éviter de penser à la gravité. La position allongée protège des blessures du dos tout en permettant de travailler son alignement et sa musculature.